# Sallandse landweer

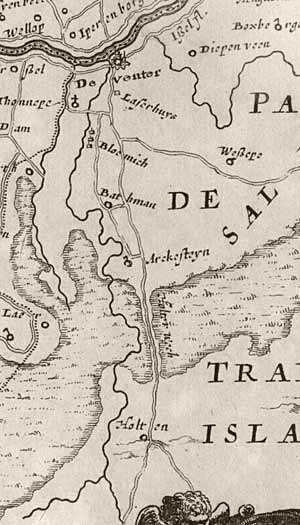
Het gebied tussen Deventer en Holten voor 1800. Het noorden is op deze kaart rechts

De Sallandse landweer of Overijsselse landweer was een verdedigingswerk dat in de tweede helft van de veertiende eeuw werd aangelegd tussen Deventer aan de rivier de IJssel en Holten aan de voet van de Sallandse Heuvelrug in de huidige provincie Overijssel. Voorbij Holten liep de Twentse landweer waarover veel minder bekend is. Samen vormden ze de Overijsselse landweer, een eenvoudige waarschuwings- en verdedigingslinie. Opdrachtgevers voor de bouw van deze versterking aan de Sallandse grens waren de landsheer van het Oversticht, de bisschop van Utrecht, Jan van Arkel en de Hanzestad Deventer.

## Belang
De landweer van Salland vormde tussen de dertiende en zestiende eeuw een niet te missen aaneengesloten verdediging. Deventer, en in wat mindere mate Zwolle en Kampen hadden bij deze beveiliging veel belang. Ze droegen er financieel en militair dan ook de verantwoordelijkheid voor. Hierdoor verkregen deze drie steden steeds meer invloed op het bestuur van het Oversticht. In Deventer werden per jaar vijf jaarmarkten gehouden die ieder wekenlang konden duren. Er kwamen kooplieden vanuit vele Hanzesteden op af. Per wagen ging hun route over de Holterweg en per schip over de Schipbeek. De linie beschermde vooral deze handelswegen tegen roversbenden van buiten het gebied, maar diende ook om het territorium van de Utrechtse bisschop te vrijwaren van invallen vanuit het vijandige Hertogdom Gelre. Bij grootschalige oorlogshandelingen schoot de versperring tekort en gedurende de Tachtigjarige Oorlog was de militaire waarde dan ook te verwaarlozen.

## Sterkten
Kenmerkend voor de Sallandse landweer zijn de zware bakstenen wachttorens en kastelen bij de belangrijke doorgangen:
- Het Koerhuis ten zuiden van Deventer, dicht bij de IJssel.
- De Swormertoren bij Colmschate
- Kasteel Arkelstein bij Bathmen
- Kasteel de Waerdenborch bij Holten.

Deze versterkingen werden bezet door ten minste een wachter die in gevaarlijke tijden hulp kreeg van een aantal mannen uit de stad. Voor de kastelen werd door de landsheer een kastelein aangesteld die verantwoordelijk was voor bezetting en instandhouding van het bouwwerk. Deze beheerder was altijd afkomstig uit een van de IJsselsteden.

## Loop
Waarschijnlijk vormden de Koerhuisbeek, de Dortherbeek en de Oude Schipbeek de gracht van de landweer. Alleen waar geen water in de buurt was moest een gracht worden gegraven. Op een dijkje langs het water was een heg geplant en mogelijk was er op sommige plaatsen een palissade.

### Koerhuis en Swormertoren
Het meest westelijke gedeelte van de linie, vanaf de IJssel, was in feite een onderdeel van de Deventer stadslandweer die de Deventer buitengebieden moest beschermen. Het Koerhuis stond daar waar de weg naar Zutphen de Koerhuisbeek kruiste. Van hier gezien was de volgende doorgang bij de Swormertoren waarvan in 1994 de fundamenten zijn opgegraven. Het ging om een ronde vrijstaande toren met een doorsnede van zo'n 8,5 meter die was omgeven door een driehoekige stenen ommuring.

### Arkelstein
De landweer liep hierna zo'n 10 kilometer langs de Schipbeek naar kasteel Arkelstein. Arkelstein bestond uit een huis groot 9 bij 15 meter en een vierkante toren met een doorsnede van ruim 5 meter.

### Waerdenborch
Het is onduidelijk hoe de landweer van Arkelstein precies verder liep tot het bisschoppelijk kasteel de Waerdenborch bij Holten. Een groot deel van de route liep hier door moerasgebied.
Het kasteeltje de Waerdenborch, die in de praktijk onder het bestuur van Deventer viel, was volgens archeologisch onderzoek uit 1972 omgracht en was 25 × 30 meter groot. De muren waren tot 1,5 m dik. De sterkte werd in 1532 afgebroken, mogelijk in opdracht van keizer Karel V.